# Pulaski (Wisconsin)
Pour les articles homonymes, voir Pulaski.
Pulaski est un village des États-Unis situé dans les comtés de Brown, Oconto et Shawano dans le Wisconsin.

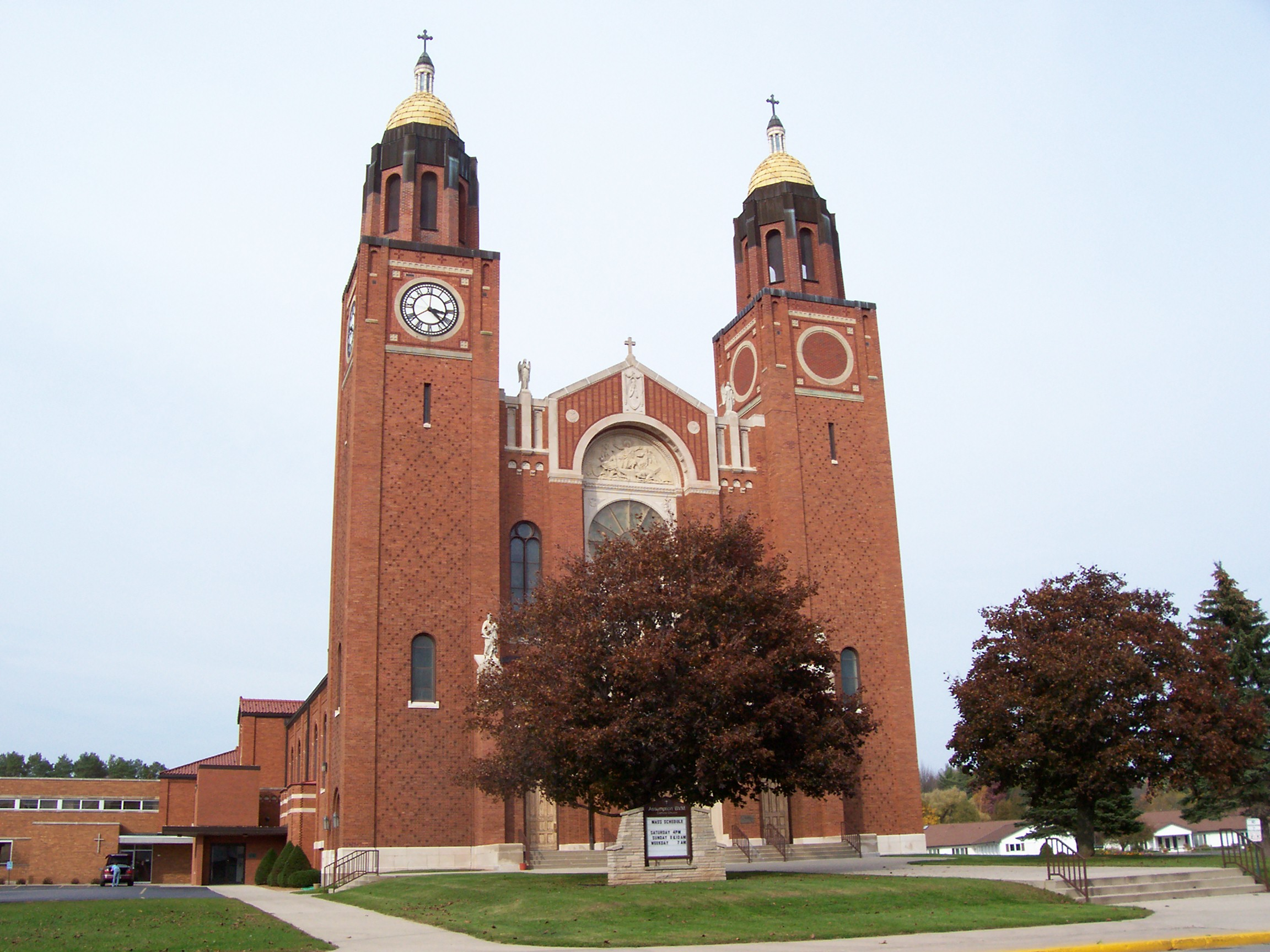
Église Assomption BVM